# 戴季英

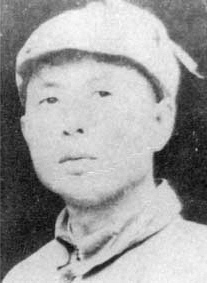
任新四军第四支队政委时的戴季英

戴季英（1906年2月28日—1997年11月29日），又名继英，湖北黄安檀树岗程维德村人，中国工农红军、新四军、中国人民解放军高级将领。

## 生平

### 早年革命与红军时期
早年就读于武汉启黄中学、武汉省立第一中学。1926年7月加入中国共产主义青年团，1927年2月加入中国共产党。
1927年11月，参加黄麻起义，任黄麻起义总指挥部成员，同时兼任七里坪农民义勇队总指挥。黄麻起义失败后，转移到黄陂县木兰山区坚持斗争。1928年春，黄麻起义武装余部改编为中国工农革命军第7军，戴季英担任第7军党委委员（军长吴光浩）。同年5月，担任中共黄麻县委书记兼共青团黄麻县委书记，并兼黄安县地方武装指挥部总指挥，发动农民进行武装斗争。10月，他被选为中共鄂东特委委员。 1929年12月，他当选为中共鄂豫边特委候补委员。
1931年6月中共鄂豫皖省委成立时，任省委委员，省委政治保卫局审讯科长。1932年4月，戴季英任红四方面军二十五军74师政委。红四方面军反围剿失败撤出鄂豫皖苏区后，留在鄂豫皖坚持斗争。1933年4月8日，重建红二十五军时任军政委兼第74师政治委员、鄂东北游击总司令，成为坚持鄂豫皖根据地斗争的重要领导人之一。他指挥了“郭家河战斗”、“潘家河战斗”。
同时，戴季英在红二十五军内部展开肃反。1934年11月，戴季英改任红二十五军政治部主任，参加长征。在红二十五军政委吴焕先阵亡后，改任二十五军参谋长，进入陕北后历任中共陕甘晋省委常委、西北革命军事委员会政治保卫局局长。戴季英在保卫局长任上，于10月初将高岗、习仲勋、马文瑞、刘志丹等逮捕。，刘志丹遭严刑拷打，红26军营级以上、陕甘边地方县级以上干部全部遭到关押，习仲勋差点被活埋。
中央红军到达陕北后，张闻天主持为刘志丹等平反举行的党的活动分子会议，宣读了《中共西北中央局党务委员会关于戴季英、聂洪钧二同志在陕甘区域肃反工作中所犯错误的决议》：“这种错误的主要责任，应该由当时主持全部肃反工作的戴季英(当时的保卫局长)及在前方主持肃反工作的聂洪钧当时的军委主席)二同志负责之。戴季英同志在保卫局工作上还犯了许多严重错误,本应受到党的最严重处分,因估计到他长期参加国内战争，为党工作很久，特决议从轻给予他以最后警告，对聂洪钧同志给以严重警告。”
1942年底，在延安召开西北高干会议，全面否定了1935年所作的陕北肃反“必要性”的结论，重新定性陕北肃反为“左”倾机会主义路线恶性发展的产物，作出了《中央关于一九三五年陕北(包括陕甘边及陕北)‘肃反’问题重新审查的决定》，在四项决定中的第二项中：“重申对戴季英、聂洪钧两同志的原处分仍然有效”。经中共中央正式批准，中共中央监察委员会于1960年4月通过了《关于郭洪涛同志几个历史问题的审查意见》，指出陕北肃反事件“应当由当时中央代表派驻陕北代表团书记朱理治等同志负政治上的主要责任，直接负责的是陕北保卫局长戴季英、陕北军委会主席聂洪钧”。

### 抗战内战时期
抗战爆发后，戴季英出任新四军第四支队副司令员(司令员高敬亭)。在此期间，戴季英与安徽中共组织组建了新四军江北游击纵队。1939年6月，高敬亭被叶挺错误处决后，改任第四支队政治委员兼政治部主任、代司令员。1940年作为七大代表回延安，进入中共中央党校学习。1944年，被派到河南出任中共河南区党委书记、八路军河南军区政治委员暨人民抗日军政委。抗战胜利后，河南军区主力整编为中原军区第一纵队，戴季英任中共中央中原局委员、中原军区副政委、中原军区第一纵队政委。1946年中原突围，任鄂西北军区政委。之后，历任中共河南省委第二副书记、中原临时人民政府财经委员会主任等职。

### 中华人民共和国成立后
中华人民共和国成立后，戴季英任河南省委常委兼开封市委书记，戴季英自恃功高，与河南省主要领导人张玺、吴芝圃、刘杰、刘建勋等不和。1951年底，戴季英给毛泽东写信，对河南省委领导进行了攻击，要求让自己做中央委员，河南省委书记。毛泽东看后称“戴季英已经不可救药了。”毛泽东当即给中央办公厅批示：“共产党不需要戴季英这样的高级干部。这样的人，应该开除党籍，开除公职，永不启用。”
1952年2月12日，河南省委即作出了开除戴季英党籍、公职的决定。1952年2月22日的《人民日报》上全文刊登了《中国共产党河南省委员会关于开除戴季英党籍的决定》。1955年10月11日，中共七届六中全会上，毛泽东在做结论时说道：“谁不犯一点错误呢？无论是谁，总要犯一些错误的，有大有小。不可救药的人总是很少的，比如陈独秀、张国焘、高岗、饶漱石，还有陈光、戴季英。除了这样极少数之外，其他的人都是能够挽救的，都是能够经过同志们的帮助去改正错误的”。1959年，他被认定对陕北肃反负主要责任，不久即被判入狱15年。1982年后，戴季英被解除监视，搬进河南省委北院原省委书记潘复生住过的房子里居住。1984年4月经中共中央书记处批准予以平反，恢复党籍、省级干部待遇。
1997年11月29日在郑州病逝。

## 家人
父亲戴寿云，大革命时期曾与董必武有过交往，属于支持革命的开明知识分子。1933年冬，父亲被作为共党家属被活活烧死
母亲吴氏：被当地土豪打死。
弟兄五人：除戴季英外，其余四个兄弟全部为革命牺牲。
- 二哥戴季伦，毕业于湖北省立第一师范学校，是黄安早期革命运动的领导人之一，曾为中共黄陂县委书记、鄂豫边革命委员会常委、皖西北特委常委兼宣传部长等职，在皖西北红二十五军的肃反中当作改组派错杀。